# Johannes Rieve (Marineoffizier)
Johannes „Hans“ Hermann Caspar Antonius Rieve (* 10. September 1892 in Lehe bei Bremerhaven; † 7. Mai 1950 in Kiel) war ein deutscher Offizier der Kriegsmarine der Wehrmacht, zuletzt im Rang eines Kapitäns zur See.

## Leben
Johannes Rieve war ein Sohn des späteren Konteradmirals Johannes Rieve (1862–1911) und seiner Frau Clara, geb. Amort (1870–1951). Sein jüngerer Bruder war der spätere Vizeadmiral Friedrich Rieve
Johannes Rieve trat mit der Crew 1910 in die Kaiserliche Marine ein. Er diente als Wachoffizier bis Oktober 1914 auf der Zieten und anschließend in gleicher Position bis November 1916 auf der Pillau. Die folgenden zwei Monate war er „zur Verfügung“ kommandiert und diente dann bis Kriegsende als Wachoffizier auf dem Torpedoboot B 112. Bis 1918 wurde er als Oberleutnant zur See mit dem Eisernen Kreuz I. Klasse und dem Oldenburgischen Friedrich-August-Kreuz II. Klasse ausgezeichnet. Anfang September 1920 wurde er im Charakter eines Kapitänleutnants aus dem Dienst verabschiedet.
Anschließend war er bis 1928 als kaufmännischer Direktor in Düsseldorf tätig. Es folgten Tätigkeiten als Kaufmann in Berlin und Stettin.
Ab 1934 war er als Seeoffizier bei der Kriegsmarine. 1936 war er als Korvettenkapitän (E) (Beförderung am 22. März 1935) Adjutant bei der Festungskommandantur Kiel. Von Juni 1938 bis Oktober 1940 war er als Fregattenkapitän 1. Admiralstabsoffizier beim Befehlshaber der Sicherung der Ostsee und anschließend in gleicher Funktion beim Befehlshaber der Sicherung West. 1939 war er zum Kapitän zur See befördert worden. Er war von März bis Dezember 1941 einziger Chef des Erprobungsverbands Ostsee. Anfang 1942 erhielt er das Deutsche Kreuz in Gold und wurde Chef des Stabes beim Admiral der Seebefehlsstellen.
Im Dezember 1942 übernahm er mit Unterbrechungen von Mai 1943 bis Oktober 1943 bis zur Auflösung der Division im November 1944 das Kommando über die neu aufgestellte 1. Landungs-Division. Er wurde ab Januar 1945 bis Kriegsende Kommandant der Seeverteidigung Pommern (übergangsweise auch Kommandant der Festungs-Division Swinemünde mit Befehlsstand in Ahlbeck) und nahm an der Stettin-Rostocker Operation teil.
Am 16. Februar 1920 hatte er in Düsseldorf Hildegard Haagmann geheiratet. Ihr Sohn ist der spätere Kapitän zur See der Bundesmarine Hans-Otto Rieve.